# Lux (Zigarettenmarke)
LUX war eine deutsche Zigarettenmarke des Herstellers British American Tobacco.

## Geschichte
Sie wurde 1935 als Filterzigarette auf den Markt gebracht. Als Tabak wurde eine American Blendmischung verwendet. Lux wurde zuletzt nur mit Filter angeboten, in den 1950er-Jahren auch ohne. Der Nikotinanteil lag nach eigenen Angaben bei 0,8 mg. Der Vertrieb wurde 2015 eingestellt.